# Чемпіонат ФРН з футболу 1986—1987: Бундесліга
Сезон Бундесліги 1986–1987 був 24-им сезоном в історії Бундесліги, найвищого дивізіону футбольної першості ФРН. Він розпочався 8 серпня 1986 і завершився 17 червня 1987 року. Діючим чемпіоном країни була мюнхенська «Баварія», яка захистила титул, відірвавшись від найближчого переслідувача на шість турнірних очок.

## Формат змагання
Кожна команда грала з кожним із суперників по дві гри, одній вдома і одній у гостях. Команди отримували по два турнірні очки за кожну перемогу і по одному очку за нічию. Якщо дві або більше команд мали однакову кількість очок, розподіл місць між ними відбувався за різницею голів, а за їх рівності — за кількістю забитих голів. Команда з найбільшою кількістю очок ставала чемпіоном, а дві найгірші команди напряму вибували до Другої Бундесліги, а третя команда з кінця проводила матчі плей-оф з бронзовим призером Другої Бундесліги за право участі у Бундеслізі на наступний сезон.

## Зміна учасників у порівнянні з сезоном 1985–86
«Саарбрюкен» і «Ганновер 96» напряму вибули до Другої Бундесліги, фінішувавши на двох останніх місцях турнірної таблиці попереднього сезону. На їх місце до вищого дивізіону підвищилися «Гомбург» і берлінський «Блау-Вайс 1890». У плей-оф за місце в Бундеслізі «Боруссія» (Дортмунд) здобула перемогу у додатковому третьому матчу, призначеному після нічиєї за сумою двох основних матчів, здолавши «Фортуну» (Кельн) і зберігши таким чином за собою місце у найвищому дивізіоні.

## Команди-учасниці
| Клуб                            | Місто                 | Стадіон                  | Вміщує |
| ------------------------------- | --------------------- | ------------------------ | ------ |
| «Блау-Вайс 1890»                | Берлін                | Олімпіаштадіон           | 76,000 |
| «Бохум»                         | Бохум                 | Воновія Рурштадіон       | 40,000 |
| «Вердер»                        | Бремен                | Везерштадіон             | 32,000 |
| «Боруссія» (Дортмунд)           | Дортмунд              | Зігналь Ідуна Парк       | 54,000 |
| «Фортуна» (Дюссельдорф)         | Дюссельдорф           | Райнштадіон              | 59,600 |
| «Айнтрахт» (Франкфурт-на-Майні) | Франкфурт-на-Майні    | Вальдштадіон             | 62,000 |
| «Гамбург»                       | Гамбург               | Фолькспаркштадіон        | 62,000 |
| «Гомбург»                       | Homburg               | Вальдштадіон             | 24,000 |
| «Кайзерслаутерн»                | Кайзерслаутерн        | Фріц-Вальтер-Штадіон     | 42,000 |
| «Кельн»                         | Кельн                 | Рейн Енергі Штадіон      | 61,000 |
| «Баєр 04»                       | Леверкузен            | Ульріх Габерланд Штадіон | 20,000 |
| «Вальдгоф»                      | Людвігсгафен-на-Рейні | Зюдвестштадіон           | 75,000 |
| «Боруссія» (Менхенгладбах)      | Менхенгладбах         | Бекельбергштадіон        | 34,500 |
| «Баварія» (Мюнхен)              | Мюнхен                | Олімпіаштадіон           | 80,000 |
| «Нюрнберг»                      | Нюрнберг              | Штедтішес Штадіон        | 64,238 |
| «Шальке 04»                     | Гельзенкірхен         | Паркштадіон              | 70,000 |
| «Штутгарт»                      | Штутгарт              | Неккарштадіон            | 72,000 |
| «Юрдінген 05»                   | Крефельд              | Гротенбург               | 35,700 |

- ↑  «Вальдгоф» проводив свої домашні ігри у сусідньому Людвігсгафені-на-Рейні, оскільки його домашня арена не відповідала вимогам Бундесліги.

## Турнірна таблиця
| Поз | Команда                         | І  | В  | Н  | П  | ГЗ | ГП | РГ  | О  | Кваліфікація або пониження                    |
| --- | ------------------------------- | -- | -- | -- | -- | -- | -- | --- | -- | --------------------------------------------- |
| 1   | «Баварія» (Мюнхен) (C)          | 34 | 20 | 13 | 1  | 67 | 31 | +36 | 53 | Перший раунд Кубка чемпіонів 1987—1988        |
| 2   | «Гамбург»                       | 34 | 19 | 9  | 6  | 69 | 37 | +32 | 47 | Перший раунд Кубка володарів кубків 1987—1988 |
| 3   | «Боруссія» (Менхенгладбах)      | 34 | 18 | 7  | 9  | 74 | 44 | +30 | 43 | Перший раунд Кубка УЄФА 1987—1988             |
| 4   | «Боруссія» (Дортмунд)           | 34 | 15 | 10 | 9  | 70 | 50 | +20 | 40 | Перший раунд Кубка УЄФА 1987—1988             |
| 5   | «Вердер»                        | 34 | 17 | 6  | 11 | 65 | 54 | +11 | 40 | Перший раунд Кубка УЄФА 1987—1988             |
| 6   | «Баєр 04»                       | 34 | 16 | 7  | 11 | 56 | 38 | +18 | 39 | Перший раунд Кубка УЄФА 1987—1988             |
| 7   | «Кайзерслаутерн»                | 34 | 15 | 7  | 12 | 64 | 51 | +13 | 37 |                                               |
| 8   | «Баєр 05» (Юрдінген)            | 34 | 12 | 11 | 11 | 51 | 49 | +2  | 35 |                                               |
| 9   | «Нюрнберг»                      | 34 | 12 | 11 | 11 | 62 | 62 | 0   | 35 |                                               |
| 10  | «Кельн»                         | 34 | 13 | 9  | 12 | 50 | 53 | −3  | 35 |                                               |
| 11  | «Бохум»                         | 34 | 9  | 14 | 11 | 52 | 44 | +8  | 32 |                                               |
| 12  | «Штутгарт»                      | 34 | 13 | 6  | 15 | 55 | 49 | +6  | 32 |                                               |
| 13  | «Шальке 04»                     | 34 | 12 | 8  | 14 | 50 | 58 | −8  | 32 |                                               |
| 14  | «Вальдгоф»                      | 34 | 10 | 8  | 16 | 52 | 71 | −19 | 28 |                                               |
| 15  | «Айнтрахт» (Франкфурт-на-Майні) | 34 | 8  | 9  | 17 | 42 | 53 | −11 | 25 |                                               |
| 16  | «Гомбург»                       | 34 | 6  | 9  | 19 | 33 | 79 | −46 | 21 | Плей-оф за місце у Бундеслізі                 |
| 17  | «Фортуна» (Дюссельдорф) (R)     | 34 | 7  | 6  | 21 | 42 | 91 | −49 | 20 | Пониження у класі до Другої Бундесліги        |
| 18  | «Блау-Вайс 1890» (Берлін) (R)   | 34 | 3  | 12 | 19 | 36 | 76 | −40 | 18 | Пониження у класі до Другої Бундесліги        |

1. ↑  Оскільки «Гамбург» кваліфікувався до Кубка володарів кубків, їх місце у Кубку УЄФА перейшло до «Баєр 04».

## Результати
| Команда                         | БВБ | БОХ | ВЕР | БРД | ФОР | АЙН | ГАМ | ГОМ | КАЙ | КЕЛ | Б04 | ВАЛ | БРМ | БАВ | НЮР | Ш04 | ШТТ | ЮРД |
| ------------------------------- | --- | --- | --- | --- | --- | --- | --- | --- | --- | --- | --- | --- | --- | --- | --- | --- | --- | --- |
| «Блау-Вайс 1890» (Берлін)       | —   | 0–0 | 1–4 | 1–1 | 1–2 | 2–2 | 1–3 | 2–2 | 1–4 | 1–1 | 0–1 | 4–1 | 3–2 | 1–1 | 1–4 | 0–0 | 0–2 | 1–1 |
| «Бохум»                         | 5–1 | —   | 1–1 | 0–0 | 2–2 | 2–0 | 1–1 | 0–0 | 3–1 | 3–1 | 2–1 | 6–1 | 1–1 | 1–2 | 0–1 | 1–1 | 0–1 | 2–1 |
| «Вердер»                        | 2–0 | 0–0 | —   | 5–0 | 5–2 | 4–1 | 2–1 | 6–0 | 1–0 | 2–1 | 1–0 | 4–2 | 1–7 | 1–1 | 5–3 | 0–0 | 1–0 | 5–1 |
| «Боруссія» (Дортмунд)           | 7–0 | 3–2 | 2–1 | —   | 4–1 | 1–0 | 4–3 | 3–0 | 2–0 | 1–1 | 0–0 | 6–0 | 0–2 | 2–2 | 2–2 | 1–0 | 1–2 | 1–1 |
| «Фортуна» (Дюссельдорф)         | 3–1 | 0–4 | 2–1 | 0–4 | —   | 3–3 | 3–2 | 1–0 | 1–3 | 0–4 | 2–3 | 2–0 | 1–1 | 0–3 | 1–1 | 3–4 | 1–0 | 1–1 |
| «Айнтрахт» (Франкфурт-на-Майні) | 1–3 | 1–1 | 2–2 | 0–4 | 5–0 | —   | 1–3 | 4–0 | 2–2 | 1–2 | 1–0 | 2–1 | 4–0 | 0–0 | 1–0 | 0–1 | 3–1 | 1–0 |
| «Гамбург»                       | 2–1 | 1–1 | 3–0 | 4–2 | 4–1 | 2–0 | —   | 3–1 | 2–0 | 1–0 | 2–1 | 1–0 | 3–1 | 1–2 | 1–1 | 4–0 | 2–0 | 2–1 |
| «Гомбург»                       | 2–1 | 3–1 | 0–1 | 2–2 | 3–1 | 1–1 | 1–1 | —   | 1–1 | 1–3 | 1–2 | 2–1 | 0–2 | 2–2 | 2–0 | 1–1 | 2–1 | 0–2 |
| «Кайзерслаутерн»                | 2–0 | 4–1 | 1–3 | 2–3 | 3–1 | 2–1 | 0–4 | 5–0 | —   | 5–1 | 1–1 | 3–2 | 1–1 | 1–1 | 2–1 | 5–1 | 3–0 | 1–0 |
| «Кельн»                         | 1–1 | 1–0 | 3–0 | 2–0 | 1–0 | 0–0 | 1–1 | 3–0 | 2–2 | —   | 1–4 | 2–1 | 2–4 | 1–1 | 3–1 | 3–2 | 0–0 | 1–2 |
| «Баєр 04»                       | 2–2 | 2–1 | 4–1 | 3–2 | 5–0 | 2–0 | 0–1 | 4–2 | 1–0 | 0–1 | —   | 0–0 | 0–2 | 0–0 | 2–0 | 4–2 | 4–1 | 1–4 |
| «Вальдгоф»                      | 1–1 | 0–0 | 1–0 | 2–1 | 1–1 | 2–1 | 2–2 | 5–1 | 4–3 | 2–0 | 2–1 | —   | 1–1 | 3–3 | 3–0 | 2–0 | 3–2 | 2–3 |
| «Боруссія» (Менхенгладбах)      | 2–1 | 2–1 | 1–2 | 2–2 | 4–1 | 1–1 | 0–3 | 5–0 | 0–1 | 3–1 | 2–1 | 7–2 | —   | 0–1 | 4–0 | 3–1 | 4–0 | 2–0 |
| «Баварія» (Мюнхен)              | 2–0 | 3–2 | 3–2 | 2–2 | 3–0 | 2–1 | 3–1 | 3–0 | 3–0 | 3–0 | 0–3 | 3–0 | 3–1 | —   | 4–0 | 1–0 | 1–0 | 2–2 |
| «Нюрнберг»                      | 7–2 | 3–3 | 5–1 | 1–2 | 4–3 | 1–0 | 3–3 | 2–2 | 2–1 | 1–1 | 1–1 | 1–1 | 2–0 | 1–2 | —   | 2–1 | 2–1 | 1–1 |
| «Шальке 04»                     | 3–0 | 0–0 | 1–0 | 2–1 | 4–2 | 3–1 | 1–1 | 4–0 | 3–2 | 2–4 | 1–2 | 3–1 | 1–2 | 2–2 | 2–4 | —   | 2–1 | 2–1 |
| «Штутгарт»                      | 1–1 | 2–4 | 4–0 | 3–0 | 3–0 | 4–1 | 1–1 | 4–0 | 1–1 | 5–1 | 1–0 | 2–1 | 2–4 | 1–3 | 1–1 | 4–0 | —   | 2–0 |
| «Баєр 05» (Юрдінген)            | 2–1 | 3–1 | 1–1 | 2–4 | 4–1 | 1–0 | 1–0 | 2–1 | 1–2 | 3–1 | 1–1 | 3–2 | 1–1 | 0–0 | 3–4 | 0–0 | 2–2 | —   |

## Плей-оф за місце в Бундеслізі
«Гомбург» і бронзовий призер Другої Бундесліги «Санкт-Паулі» змагалися у плей-оф за місце у Бундеслізі наступного сезону. «Гомбург» здобув перемогу 4–3 за сумою двох матчів і зберіг за собою місце у найвищому німецькому дивізіоні.
| 21 червня 1987 |

| «Гомбург»                  | 3–1             | «Санкт-Паулі» |
| -------------------------- | --------------- | ------------- |
| Брендель 8', 37' Шефер 21' | Протокол (нім.) | Клаус 3'      |

| Вальдштадіон, Гомбург Глядачів: 10,000 Арбітр: Манфред Нойнер (Ляймен) |

| 25 червня 1987 |

| «Санкт-Паулі»         | 2–1             | «Гомбург»            |
| --------------------- | --------------- | -------------------- |
| Гронау 71' Штудер 88' | Протокол (нім.) | Вуйцицький 86' (pen) |

| Міллернтор, Гамбург Глядачів: 18,500 Арбітр: Дітер Паулі (Райдт) |

## Найкращі бомбардири
24 голів
- Уве Ран («Боруссія» (Менхенгладбах))

23 голи
- Фріц Вальтер («Вальдгоф»)

22 голи
- Руді Феллер («Вердер»)

20 голів
- Норберт Дікель («Боруссія» (Дортмунд))

17 голів
- Франк Гартманн («Кайзерслаутерн»)
- Франк Міль («Боруссія» (Дортмунд))

16 голів
- Юрген Клінсманн («Штутгарт»)
- Гаральд Кор («Кайзерслаутерн»)

15 голів
- Герберт Вас («Баєр 04»)

14 голів
- Клаус Аллофс («Кельн»)
- Йорн Андерсен («Нюрнберг»)
- Лотар Маттеус («Баварія» (Мюнхен))
- Крістіан Шраєр («Баєр 04»)
- Вольфрам Вуттке («Кайзерслаутерн»)
- Міхаель Цорк («Боруссія» (Дортмунд))

## Склад чемпіонів
| «Баварія» (Мюнхен) |
| --- |
| Воротар: Жан-Марі Пфафф (34). Захисники: Ганс Пфлюглер (32 / 7); Норберт Едер (32 / 1); Андреас Бреме (31 / 4); Клаус Аугенталер (к; 25 / 4); Гольгер Вільмер (9); Улі Баєршмідт (1). Півзахисники: Норберт Нахтвайг (33 / 3); Лотар Маттеус (31 / 14); Ганс-Дітер Флік (19 / 1); Ганс Дорфнер (17 / 1); Гельмут Вінкльгофер (17). Нападники: Міхаель Румменігге (31 / 8); Роланд Вольфарт (27 / 11); Дітер Генесс (26 / 7); Людвіг Кегль (21 / 2); Ларс Лунде (21 / 2); Райнгольд Маті (11 / 2); Франк Гартманн (1). (кількість ігор і голів наведені у дужках) Головний тренер: Удо Латтек. Був у заявці, але не взяв участі у жодній грі чемпіонату: Раймонд Ауманн; Роберт Декайзер, Александер Кучера. |